# Dany Boon
Dany Hamidou, també conegut com a Dany Boon, (Armentières, 26 de juny de 1966) és un humorista i director de cinema francès.

## Biografia

### Vida privada
Dany Hamidou va néixer al si d'una família modesta al nord de França. El seu pare és d'origen algerià cabilià i exboxador, i la seva mare és francesa. El seu nom, Dany Boon, és en honor d'un heroi de l'oest americà d'una sèrie de televisió emesa a mitjans de la dècada de 1970. Té dos germans: Alexis i Philippe, i cinc fills (Mehdi, Noé, Eytan, Élia i Sarah).
El 1998 va conèixer l'actriu Judith Godrèche, de qui es divorcià el 2002. Tres anys més tard torna a casar-se, aquesta vegada amb Yaël Harris, qui va conèixer el 2002. Ella va tenir un petit paper a la pel·lícula Benvinguts al nord (Bienvenue chez les Ch'tis), a més de col·laborar en la realització artística de la pel·lícula. Tot i que era catòlic, després del seu matrimoni amb Yaël Harris, es convertí al judaisme.
Dany Boon és fadrí de l'associació francesa Solidarité Avesnois, que té per objectiu aportar el suport necessari als sinistrats del tornado a Val-de-Sambre el 2008, que afectà el nord de França.

### Carrera
El seu estil preferit és el monòleg, perquè li permet intercanviar diversos personatges amb els quals el públic s'indentifica. El 1993, Patrick Sébastien es converteix en el seu productor. Els seus esquetxos s'inspiren en situacions quotidianes, com les que viuen els seus espectadors, com l'espera interminable a l'oficina de correus o els incidents que passen mentre es condueix. Una de les actuacions amb més d'èxit fou aquella on imitava un depressiu que intentava superar la seva angoixa pel mètode d'Émile Coué, repetint sense parar "Estic bé, tot va bé, sóc feliç, tot m'agrada, no veig per què no funciona". Es poden citar també els contratemps de Jean-Pierre, obsessionat pel culturisme, tant que àdhuc roman un dia fent peses al gimnàs, o aquella en què un home sense cultura intenta comunicar el seu gust per la lectura.
Dany Boon és també músic. És coneguda la seva versió en mi de Luz Casal de la pel·lícula Tacons llunyans (de Pedro Almodóvar), però també compon les seves pròpies cançons com Le Blues du 'tiot poulet.
El Nord-Pas-de-Calais és un dels seus temes preferits. A més a més, també participà el 2003 en un dels seus espectacles a ch'ti, Dany Boon à s'baraque et en ch'ti, representat al Théâtre du Nouveau siècle a Lilla i editat en DVD (9 i 10 de juny del 2003).

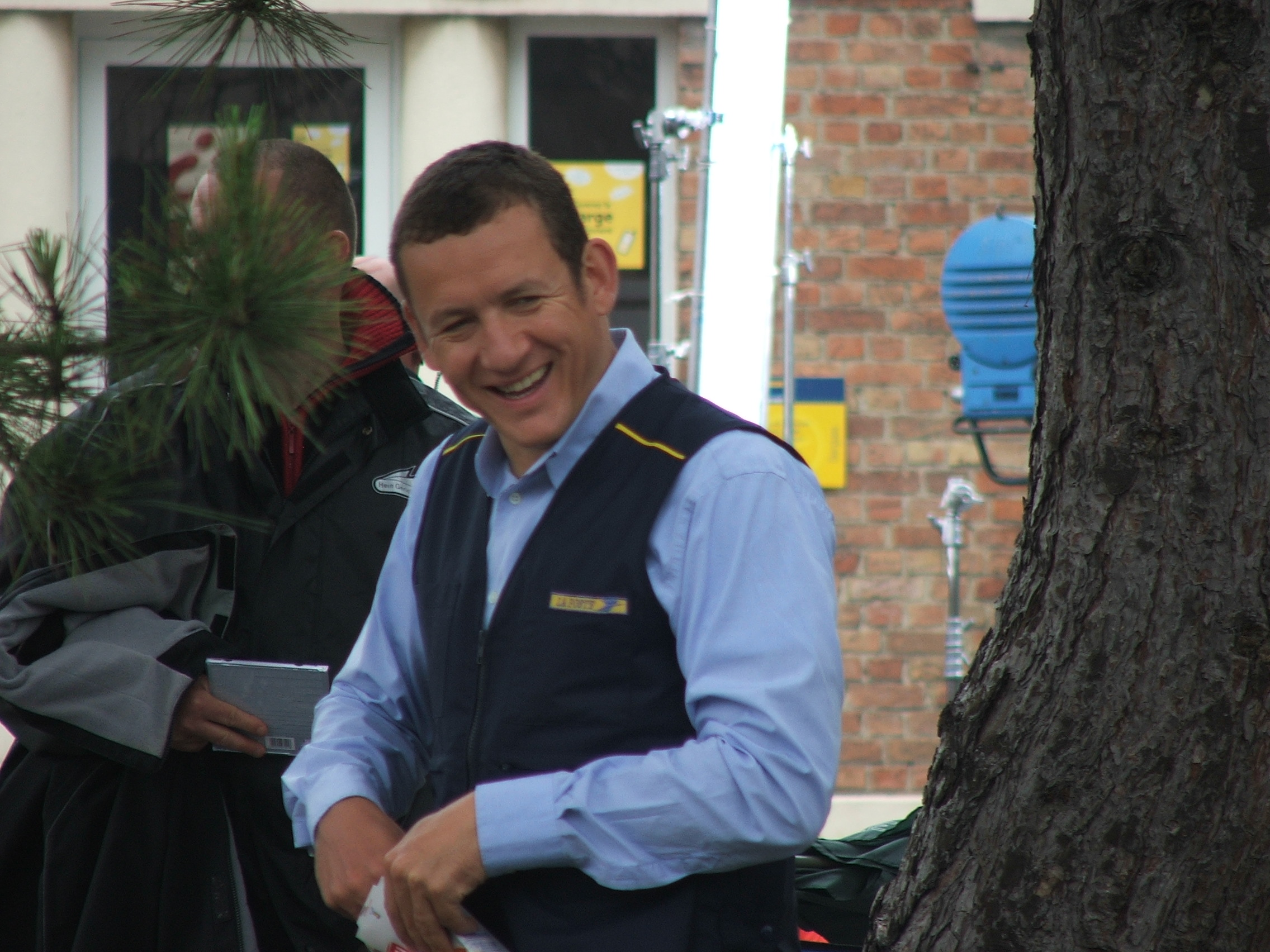
Dany Boon durant el rodatge de la pel·lícula Benvinguts al nord.

El 2003 realitzà una obra de teatre La Vie en chantier (també en DVD), que fou adaptada al cinema amb el títol La casa dels teus somnis (2006), que marcà el començament de la carrera de Dany Hamidou com a realitzador. També ha participat com a actor protagonista en diverses pel·lícules. És el cas de Bon Nadal (2005), gràcies a la qual fou nominat als Premis Oscar.
El febrer del 2008 apareix la pel·lícula Benvinguts al nord (Bienvenue chez les Ch'tis) realitzada, escrita i dirigida per ell, a més de reservar-s'hi un paper secundari. Ha batut tots els rècords prevists tant a França com a la resta de països, i va aconseguir ésser la pel·lícula més vista al seu país (amb més de 20 milions d'espectadors en quatre setmanes), així com un dels films europeus més taquillers. Ha conegut, per exemple, un gran èixt a Bèlgica, principalment, a la regió fronterissa amb el país gal·lès, a causa d'una proximitat cultural. També acaba de superar totes les expectatives quant a venda de DVD: més de dos milions d'exemplars en una setmana.
L'any 2011 va estrenar la pel·lícula Res a declarar i el 2012 Porta'm a la lluna amb Diane Kruger.

## Filmografia
- 1993: Sans queue ni tête (curtmetratge) de Jean-Henri Meunier
- 1997: Le Déménagement d'Olivier Doran: Alain
- 1997: Parole d'homme de Philippe Le Dem: Gérard
- 1998: Bimboland d'Ariel Zeitoun: Greg
- 2004: Pédale dure de Gabriel Aghion: Sébastien Jouve
- 2005: La doublure de Francis Veber: Richard
- 2005: Bon Nadal (Joyeux Noël) de Christian Carion: Ponchel
- 2006: La maison du bonheur de Dany Boon: Charles Boulin
- 2006: El meu millor amic (Mon meilleur ami) de Patrice Leconte: Bruno Bouley
- 2008: Benvinguts al nord (Bienvenue chez les Ch'tis) de Dany Boon: Antoine Bailleul
- 2009: Canvi de papers de Pascale Pouzadoux: Hugo
- 2009: Le code a changé de Danièle Thompson: Piotr
- 2009: Micmacs à tire-larigot de Jean-Pierre Jeunet: Basil
- 2010: Benvinguts al sud (Benvenuti al Sud), de Luca Miniero; cameo
- 2010: Res a declarar (Rien à déclarer), de Dany Boon: Mathias Ducatel
- 2012: Astérix & Obélix: Au service de sa Majesté de Laurent Tirard: Têtedepiaf
- 2012: Porta'm a la lluna (Un plan parfait) de Pascal Chaumeil: Jean-Yves
- 2013: Eyjafjallajökull d'Alexandre Coffre: Alain
- 2014: Supercondriaque de Dany Boon: Romain Faubert